# عراق الدب
عراق الدب هو كهف أثري يبعد حوالي 7 كم شمال-غرب مدينة عجلون بالقرب من قرية عين جنة. وكلمة عراق تعني بالعربية جرف الجبل أو سفوح الجبال أما الدب فهو حيوان الدب السوري المعروف. ويقع الكهف على سفح تل وعر يسمى تل الراهب.

## وصف الكهف
مساحة الكهف هي 150 متر مربع، ومساحة المنطقة المحيطة به حوالي 300 متر مربع. وشيد داخل الكهف مبنيين دائريين: الأول يقع في مقدمة الكهف قطره 4.5 م جدرانه مبنية من صفين من الحجارة غير المشذبة أما الأرضية فكانت طينية عثر في وسطها على موقد للنار واحتوت على حفرة بيضوية عمقها 40 سم. أما المبنى الثاني وصل ارتفاع جدرانه إلى 25 سم، والتي شيدت من الطوب الطيني وأرضيته من الطين.

## التنقيبات واللقى الأثرية
بدأت عمليات الاستشكاف في سنة 1989، ومن المكتشفات المهمة داخل الكهف مدفنين بشريين تحت الأرضيات السكنية؛ إحتوى المدفن الأول على هيكل بشري لإنسان بالغ بوضعية الاستلقاء على الظهر والمدفن الثاني لذكر بالغ بوضعية القرفصاء ولم يحتو أي من المدفنين على أي مرفقات جنائزية.
يُلخص ما تم العثور عليه الكهف كما يلي: مجموعة من الأدوات الحجرية التي تعود للعصر الحجري الحديث قبل الفخاري PPNA  مكونة من شفرات صوانية وهلاليات صغيرة، ورؤوس سهام خيامية ومناجل وخرامات وازميلين ومواد أخرى تشمل عدة ملاقط كبيرة وقدوم صواني غير مكتمل ومدقين غير مكتملين من حجر البازلت، وحجري طحن بازلتي ومطرقة حجريه. أما المعثورات غير الحجرية فتشمل عظم صدفي وخرز حجري وعدد من المخارز العظمية وعظام السمك وخرز صدفي والكثير من الخرز الحجري غير المحلي.